# Heyselska tragedija
Heyselska tragedija dogodila se 29. svibnja 1985. godine na stadionu Heysel u Bruxellesu, prije finala Kupa europskih prvaka u nogometu između talijanskog Juventusa i engleskog Liverpoola, kada se, zbog huliganstva, srušio jedan nosivi zid stadiona. Poginulo je 39 ljudi, većinom navijača Juventusa. Događaj je za posljedicu imao izbacivanje svih engleskih nogometnih klubova iz europskih natjecanja do 1990. godine.

## Pozadina događaja
Smatra se da se tragedija dogodila iz osvete navijača Liverpoola za događaje godinu prije u Rimu, nakon finala Kupa prvaka i pobjede Liverpoola nad Romom. Romine navijačke skupine izvan stadiona Olimpico napale su i pretukle brojne Liverpoolove navijače, koji su se vraćali u svoje hotele. Godinu dana kružile su glasine da Liverpoolovi huligani Talijanima spremaju osvetu za rimske događaje.

## Uvod u tragediju
Liverpool je 1985. bio najbolja europska momčad, ne samo zbog činjenice da su bili trenutni europski prvaci, odnosno četverostruki u prethodnih osam sezona, već i zbog atraktivnog nogometa i velikih zvijezda Kennyja Dalglisha i Iana Rusha. Klub je uvjerljivo izborio finale Kupa prvaka, a dodatni motiv za njegovo osvajanje bila im je činjenica da je gradski rival Everton osvojio englesko prvenstvo, što je značilo da će Liverpool igrati sljedeće sezone u elitnom klupskom natjecanju samo ako pobijedi u finalu protiv Juventusa. Liverpoolu bi to bio peti naslov europskog prvaka u 10 godina, čime bi pobjednički pokal dobio u trajno vlasništvo.
Juventus je, s druge strane, bio aktualni pobjednik Kupa pobjednika kupova, imao je u momčadi mnogo talijanskih reprezentativaca, svjetskih prvaka iz Španjolske 1982., tri godine zaredom najboljeg europskog igrača Michela Platinija, veliku zvijezdu Zbigniewa Bonieka te trofejnog trenera Giovannija Trapattonija.
Dvije su se ekipe sastale u siječnju 1985. u Torinu, u prvoj utakmici Europskog superkupa (u kojem su se tada igrale dvije utakmice). Juventus je pobijedio 2:0, a uzvrat, zakazan nakon heyselskog finala, nikada nije odigran.

## Kobni stadion
Heysel je izgrađen 1930. godine. Brojni su upozoravali, između ostalih i Liverpoolov izvršni direktor, da stadion zbog dotrajalosti ne odgovara sigurnosnim i drugim kriterijima za odigravanje finala Kupa prvaka. 
Na dan finala na stadionu se tiskalo oko 60 tisuća navijača, od toga po 25 tisuća Talijana i Engleza. Veliki broj talijanskih navijača se domogao ulaznica za sektor Z, čime su došli u dodir s najekstremnijim Liverpoolovim navijačima u sektorima X i Y. Belgijska policija je, nakon prve tuče, između sektora Y i Z postavila zaštitnu žičanu ogradu, koju je čuvao manji odred policije. Tada su se navijači počeli gađati komadima dotrajalih betonskih tribina.
Sukob je eskalirao kada je veća grupa Liverpoolovih navijača preskočila i probila zaštitnu ogradu, ušavši u sektor Z. Bježeći pred njima, Juventusovi navijači su nagrnuli na vanjski zid stadiona, koji se pod njihovom težinom srušio. Poginulo je 39 ljudi, a preko 600 je bilo ozlijeđeno. U kaosu koji je uslijedio, navijači Juventusa na drugom kraju stadiona su krenuli u odmazdu prema Liverpoolovim navijačima, sukobivši se s belgijskom policijom koja im se ispriječila na putu. Sukob je trajao preko dva sata, čak i nakon što je utakmica počela.

## Popis žrtava
U neredima je poginulo 39 navijača, od čega 32 Talijana, 4 Belgijanca, 2 Francuza i jedan Irac.
- Rocco Acerra (29 godina)
- Bruno Balli (50)
- Alfons Bos
- Giancarlo Bruschera (21)
- Andrea Casula (11)
- Giovanni Casula (44)
- Nino Cerrullo (24)
- Willy Chielens
- Giuseppina Conti (17)
- Dirk Daenecky
- Dionisio Fabbro (51)
- Jacques François
- Eugenio Gagliano (35)
- Francesco Galli (25)
- Giancarlo Gonnelli (20)
- Alberto Guarini (21)
- Giovacchino Landini (50)
- Roberto Lorentini (31)
- Barbara Lusci (58)
- Loris Messore (28)
- Gianni Mastrolaco (20)
- Sergio Bastino Mazzino (38)
- Luciano Rocco Papaluca (38)
- Luigi Pidone (31)
- Bento Pistolato (50)
- Patrick Radcliffe
- Domenico Ragazzi (44)
- Antonio Ragnanese (29)
- Claude Robert
- Mario Ronchi (43)
- Domenico Russo (28)
- Tarcisio Salvi (49)
- Gianfranco Sarto (47)
- Amedeo Giuseppe Spolaore (55)
- Mario Spanu (41)
- Tarcisio Venturin (23)
- Jean Michel Walla
- Claudio Zavaroni (28)

## Ipak odigrano finale
Unatoč tragediji, utakmica je odigrana, jer se smatralo da će njezino otkazivanje pobuditi još veće nerede. Kapetani obiju momčadi, Gaetano Scirea i Phil Neal, pozvali su navijače da zadrže mir, ali su neredi u manjoj mjeri nastavljeni i nakon prvog sučevog zvižduka, a stadion je bio pod opsadom policije, kojoj je nakon nereda pristiglo pojačanje.
Juventus je pobijedio 1:0, pogotkom Platinija u 56. minuti iz jedanaesterca dosuđenog zbog prekršaja na Bonieku, što je bila pogreška švicarskog suca Daine, s obzirom na to da je prekršaj bio izvan šesnaesterca.

## Posljedice
UEFA je kaznila Engleski nogometni savez i engleske klubove izrazito oštrim, dotad nedosuđenim mjerama u svjetskom nogometu; engleski klubovi dobili su zabranu natjecanja u UEFA-inim kupovima iduće tri godine, a Liverpool čak pet godina. Kazne su trebale biti i strože ako se stanje među navijačima ne dovede u red. Budući da su vijesti o huliganstvu u Engleskoj i dalje pristizale, kazna je produljena, tako da su se engleski klubovi u UEFA-ina natjecanja ponovno uključili tek u sezoni 1990./91.
Kazne nisu bile samo na europskoj razini; i engleska premijerka Margaret Thatcher odlučila se obračunati s huliganstvom u Engleskoj. Kazne su znatno postrožene - za huliganske ispade automatski se išlo u zatvor, policiji su proširene ovlasti u suzbijanju divljaštva, a svi počinitelji izgreda morali su se javljati policiji prije utakmica. Uslijedile su zabrane posjeta utakmicama izgrednicima (u nekim slučajevima i doživotne), zatvorske kazne postajale su sve dulje, a novčane kazne sve veće. Nakon više od deset godina borbe, huliganstvo je uvelike smanjeno.
Iako su u povratničkoj sezoni engleski klubovi ostvarili uspjehe, izolacijska kazna ostavila je traga na engleskom klupskom nogometu, kojemu je trebalo petnaestak godina kako bi se oporavio od UEFA-inih kazni.

## Vanjske poveznice
- Video-isječci tragedije